# Benoîte Groult
Benoîte Marie Rose-Nicole Groult (Parigi, 31 gennaio 1920 – Hyères, 20 giugno 2016) è stata una giornalista, scrittrice e attivista femminista francese; i suoi romanzi hanno trattato spesso argomenti come la storia del femminismo, la discriminazione delle donne, la misoginia. Fu poi la prima a denunciare pubblicamente le mutilazioni genitali femminili.

## Biografia
Nata nel gennaio 1920 a Parigi, Benoîte Groult (chiamata Rosie nell'infanzia) crebbe nell'alta borghesia parigina. Era la figlia del designer di mobili André Groult, famoso negli anni '30, e Nicole Poiret, stilista, sorella del grande couturier Paul Poiret. Anche sua sorella minore, Flora Groult, è una scrittrice.

## Carriera
Benoîte Groult frequentò la Sorbona laureandosi in lettere  e insegnò all'inizio della sua carriera al Cours Bossuet. Entrò nel Journal de la Radiodiffusion alla Liberazione e vi rimase fino al 1953. Collaborò poi con varie pubblicazioni: Elle, Parents, Marie Claire.
Fin dall'infanzia coltivò il gusto per la scrittura ma solo quando raggiunse la mezza età si lanciò sulla scena letteraria, prima con la sorella Flora: Journal à quatre mains" (1958), romanzo autobiografico sul periodo dell'Occupazione nazista, Le Féminin pluriel (1965), C'era una volta (1967). Successivamente scrisse da sola venti romanzi e numerosi saggi sul femminismo.  Numerosi i best-seller: La Part des choses (1972), Ainsi soit-elle (1975), Les Trois-Quarts du temps (1983), Les Vaisseaux du cœur (1988), La Touche Star (2006) e Mon evasion   (2008).
La sua vita e il suo lavoro ne hanno fatta una testimone privilegiata degli sconvolgimenti sociali nei rapporti tra uomini e donne che hanno segnato il novecento. Il suo femminismo, anch'esso dichiarato in ritardo, è una chiave di lettura essenziale della sua carriera, un identificatore della sua personalità. Ainsi soit-elle (1975), saggio femminista che vendette 1 milione di copie, racconta la sua conversione e delinea il femminismo dell'epoca. Fu poi la prima a denunciare pubblicamente le mutilazioni genitali femminili. Il libro è ancora attuale, sebbene le rivendicazioni denigratrici della condizione femminile nel medioevo sembrino dover essere fortemente qualificate o addirittura completamente riviste, secondo Martin Blais, medievalista riconosciuto.
Nel 1978, con Claude Servan-Schreiber, fondò il mensile femminista F Magazine e vi scrisse gli editoriali. Sempre nel 1978, scrisse La parole aux négresses, un libro fondante del femminismo africano francofono di Awa Thiam.

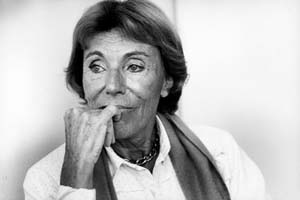
Benoîte Groult nel 1983

Dal 1984 al 1986 ricoprì il ruolo di presidente della Commissione terminologica per la femminilizzazione dei nomi di professioni, gradi e funzioni, fondata da Yvette Roudy, all'epoca ministro dei diritti della donna, dove lavorano grammatiche, linguiste e scrittrici (decreto di femminilizzazione pubblicato sulla Gazzetta Journal nel marzo 1986). Dal 1982 fu membro della giuria di Femina. Nel 1986 pubblicò per la prima volta la "Dichiarazione integrale dei diritti delle donne e dei cittadini" del 1791, scritta da Olympe de Gouges.
Il suo romanzo Les vaisseaux du cœur, pubblicato nel 1988, fu definito pornografico da alcuni a causa delle sue esplicite rappresentazioni sessuali. Venne poi portato sullo schermo da Andrew Birkin nel 1992 come Salt on Our Skin.
Membro del comitato onorario dell'Associazione per il diritto di morire con dignità (ADMD), trasmise la sua filosofia di vita e di morte nel suo romanzo La Touche étoile.
Nel 2011, Benoîte Groult donò i suoi archivi all'Università di Angers, al Centre des Archives du féminisme (BU Angers).

### La morte
Negli ultimi anni della sua vita soffrì di Alzheimer. Sua figlia, Blandine de Caunes, nel suo libro La mère morte (Stock), racconta come, il 20 giugno 2016, un medico belga e amico di famiglia arrivò in incognito a Hyères, nel Var, e diede alla madre di 96 anni la letale fleboclisi.

## Vita privata
Benoîte Groult è stata sposata tre volte. Nel 1944 sposò lo studente di medicina Pierre Heuyer, che morì poco dopo di tubercolosi. Nel 1951 sposò il giornalista Georges de Caunes dal quale ebbe due figlie, Blandine e Lison. In seguito la coppia divorziò. Nel 1952 sposò lo scrittore Paul Guimard (1921–2004) con cui ebbe una figlia, Constance.

## Riconoscimenti
- Nel marzo 2010 Cittadina d'onore della città di Roanne.
- Nell'aprile 2010 venne nominata Comandante della Légion d'honneur.[18]
- Nel novembre 2013 fu decorata Grande Ufficiale dell'Ordre national du Mérite.[19]

## Nella cultura popolare
Benoîte Groult fu oggetto di numerosi documentari. Anne Lefant ha dedicato il documentario Une chambre à elle: Benoîte Groult ou comment la liberté vint aux femmes a Groult, che all'epoca aveva 86 anni. Include testimonianze di Josyane Savigneau, Paul Guimard e Yvette Roudy ed è stato pubblicato nel 2006 da Hors Champ Productions. Nel 2008 il documentario Benoîte Groult, le temps d'apprendre à vivre, scritto da Marie Mitterrand e diretto da Jean-Baptiste Martin, è andato in onda su France 5 come parte della serie Empreintes.
Nel 2013 Grasset ha pubblicato una graphic novel basata sulla vita di Benoîte Groult, chiamata Ainsi soit Benoîte Groult, per mano di Catel.
Benoîte Groult aveva una casa per le vacanze a Derrynane (Repubblica d'Irlanda) e vi trascorse l'estate dal 1977 al 2003. Il presidente francese François Mitterrand le fece visita nel 1988.